# Irma Libohova
Irma Libohova (Tirana, 14 aprile 1959) è una cantante albanese.
Considerata una delle più famose artiste musicali albanesi, ha partecipato più volte al Festivali i Këngës, vincendo nel 1987 in coppia con la sorella Eranda, e al Kënga Magjike, vincendo nel 2001, sempre in coppia con la sorella, e nel 2004 come solista.

## Discografia

### Album
- 2016 - Mollaxhiu
- 2019 - Napoloni

### Singoli
- 1978 - Cel kjo toke si trendafil (con Eduard Jubani)
- 1979 - Me dhe drite nga syri yt (con Luan Zhegu)
- 1980 - Njerezit e agimeve (con Alida Hisku)
- 1981 - Nusja e maleve (con Mefarete Laze)
- 1981 - C lumturi na dha kjo jete (con Parashqevi Simaku)
- 1982 - Kur zemrat rrahin si nje zemer (con Adriana Ceko)
- 1983 - Pragu i vegjelise (con Mefarete Laze)
- 1984 - Prane te ndjej kudo (con Luan Zhegu)
- 1986 - Ku vajti valle ai djale (con Eranda Libohova)
- 1986 - Emrat flamur (con Eranda Libohova)
- 1987 - Nuk e harroj (con Eranda Libohova)
- 1988 - Jeto rinine (con Frederik Ndoci)
- 1989 - Emrin ty kush s ta di
- 2000 - 1000 endrra (con Eranda Libohova)
- 2004 - Prap tek ti do vi
- 2016 - Kë doje ti
- 2019 - Hoje (con Elizabeta Janaqi)